# Пестель Павло Іванович
Павло́ Іванович Пе́стель (1793, Москва, Російська імперія — 1826, Санкт-Петербург, Російська імперія) — російський революціонер саксонського походження, лідер декабристів в Україні, полковник. Ідеолог декабристського руху, автор програми Південного товариства (1821 рік), що мала назву «Русская Правда», прихильник повалення царату, скасування кріпацтва і встановлення республіканського ладу. Одночасно з цим не визнавав права неросійських народів на національне самовизначення і був противником перебудови Російської імперії на федерацію. До незалежності України ставився негативно. Страчений у справі декабристів. 1816 року у Петербурзі виникла офіцерська таємна організація «Союз порятунку» (з 1818 року «Союз благоденства»), яку очолював П. Пестель.

## Життєпис
Народився у Москві. В 1811 закінчив Пажеський корпус. Закінчив навчання першим за успішністю з занесенням прізвища на мармурову дошку. Брав участь у Вітчизняній війні 1812 року. Був важко поранений при Бородіно, нагороджений золотою шпагою за хоробрість. Учасник закордонних походів російської армії 1813—1814 років. 3 1813 — ад'ютант графа Петра Вітгенштейна. З 1818 року служив при штабі 2-ї армії в Тульчині, у 1821 році призначений командиром В'ятського полку в місті Линці. Липовецького повіту Київської губернії.
В 1816 вступив у «Союз спасіння», був автором його статуту. У 1818 створив Тульчинську (Південну) управу Союзу благоденства, добився прийняття членами організації республіканської програми.
У березні 1821 створив і очолив Південне товариство декабристів. З 1821 року розробляв проект соціально-економічних та політичних перетворень у Російській імперії (у 1821 — названий ним Руською правдою), який став політичною програмою Південного товариства декабристів. Пестель виступав за проведення військового перевороту без участі широких верств населення. Висловлювався за знищення всієї імператорської сім'ї. Програма Пестеля містила вимоги негайного повалення самодержавства та встановлення республіканського правління (причому після перевороту необхідно було встановити революційну диктатуру для здіснення перетворень у країні); знищення кріпосного права та наділення селян землею; ліквідація станових привілеїв та надання політичних прав всім чоловікам віком від 20 років; обмежити поміщицьке землеволодіння; створення двох земельних фондів — державного і приватного (з частини поміщицьких і державних земель мав бути створений власний фонд, з якого кожен громадянин міг отримати наділ).
Згідно з запискою Пестеля «Конституція. Державний заповіт» вищим законодавчим органом держави ставав однопалатний парламент -«Народне віче», виконавча влада мала належати Державній Думі. У вирішенні національного питання Пестель заперечував право неросійських народів Російської імперії на самовизначення (крім поляків) та був противником перебудови Росії на федеративних засадах. Негативно ставився до діяльності Малоросійського Таємного Товариства та засуджував пропоновану ним ідею політичної незалежності України. Заарештований 13(25) грудня 1825 у Тульчині напередодні повстання декабристів. Страчений (повішений) разом з іншими керівниками декабристів у Петропавлівській фортеці 13(25) липня 1826.

| «Настоящая моя история заключается в двух словах: я страстно любил мое отечество, я желал его счастья с энтузиазмом» |- написав перед стратою Павло Іванович Пестель.

## Нагороди
- Імператорський орден Святого Рівноапостольного князя Володимира 4 ступеня з бантом.
- Орден Святої Анни 2 ступеня.
- Орден Леопольда.
- Баденський орден Карла Фрідриха.
- Прусський орден За заслуги.
- Золота шпага за хоробрість — 1812 рік (Бородінська битва).